# Saison 2013-2014 du SCO d'Angers
Maillots
Chronologie
Saison précédente Saison suivante
La saison 2013-2014 du Angers SCO, club de football français, voit le club évoluer en Ligue 2. Le club atteint les demi-finales de la Coupe de France.

## Résultats

### Ligue 2
| Date             | No. | Adversaire        | Lieu | Résultat | Buteurs pour le SCO                   | Place | Affluence |
| 2 août           | 1   | FC Istres         | Ext. | 2 - 4    | Gamboa 17e, Ayari 22e 48e, Blayac 85e | 1er   | 910       |
| 10 août          | 2   | LB Châteauroux    | Dom. | 1 - 0    | Henin 25e                             | 1er   | 6 547     |
| 16 août          | 3   | Dijon FCO         | Ext. | 1 - 3    | Diers 22e, Ayari 72e, Blayac 94e      | 2e    | 7 589     |
| 23 août          | 4   | CA Bastia         | Ext. | 1 - 1    | Ayari 83e                             | 2e    | 2 171     |
| 30 août          | 5   | Stade brestois 29 | Dom. | 2 - 1    | Moimbé 76e (csc), Socrier 90e         | 2e    | 9 370     |
| 13 septembre     | 6   | Stade lavallois   | Ext. | 4 - 1    | Gamboa 33e                            | 1er   | 6 736     |
| 21 septembre     | 7   | AJ Auxerre        | Dom. | 2 - 0    | Ayari 45e, Yattara 92e                | 1er   | 7 445     |
| 24 septembre     | 8   | ESTAC Troyes      | Ext. | 3 - 3    | Yattara 5e, 29e, 55e                  | 1er   | 7 342     |
| 27 septembre     | 9   | Tours FC          | Dom. | 1 - 1    | Thomas 49e                            | 1er   | 9 022     |
| 5 octobre        | 10  | US Créteil        | Ext. | 0 - 0    | -                                     | 1er   | 3 029     |
| 18 octobre       | 11  | Chamois niortais  | Dom. | 2 - 0    | Blayac 81e, Ayari 83e                 | 1er   | 8 172     |
| 25 octobre       | 12  | FC Metz           | Ext. | 1 - 0    | -                                     | 3e    | 18 139    |
| 1er novembre     | 13  | AC Arles-Avignon  | Dom. | 1 - 0    | Frikeche 6e                           | 2e    | 8 079     |
| 8 novembre       | 14  | Havre AC          | Ext. | 1 - 2    | Frikeche 81e, Thomas 89e              | 2e    | 6 499     |
| 22 novembre      | 15  | Clermont Foot     | Dom. | 0 - 2    | -                                     | 3e    | 6 446     |
| 29 novembre      | 16  | SM Caen           | Ext. | 1 - 1    | Thomas 5e                             | 2e    | 8 356     |
| 14 décembre      | 17  | RC Lens           | Dom. | 1 - 2    | Yattara 48e                           | 4e    | 10 671    |
| 20 décembre      | 18  | Nîmes Olympique   | Ext. | 0 - 2    | Yattara 13e, Socrier 16e              | 2e    | 4 625     |
| 11 janvier       | 19  | AS Nancy-Lorraine | Dom. | 1 - 1    | Blayac 35e                            | 3e    | 7 290     |
| 17 janvier       | 20  | Châteauroux       | Ext. | 0 - 1    | Ayari 55e                             | 2e    | 4 264     |
| 27 janvier       | 21  | Dijon FCO         | Dom. | 0 - 0    | -                                     | 3e    | 6 786     |
| 31 janvier       | 22  | CA Bastia         | Dom. | 1 - 0    | Yattara 88e                           | 2e    | 8 201     |
| 18 mars (report) | 23  | Stade brestois 29 | Ext. | 1 - 0    | -                                     | 3e    | 9 125     |
| 15 février       | 24  | Stade lavallois   | Dom. | 1 - 1    | Socrier 24e                           | 2e    | 9 105     |
| 21 février       | 25  | AJ Auxerre        | Ext. | 1 - 2    | Yattara 41e 55e                       | 2e    | 4 284     |
| 28 février       | 26  | ESTAC Troyes      | Dom. | 1 - 1    | Ayari 5e                              | 2e    | 6 359     |
| 10 mars          | 27  | Tours FC          | Ext. | 2 - 0    | -                                     | 3e    | 13 035    |
| 15 mars          | 28  | US Créteil        | Dom. | 2 - 2    | Eudeline 51e, Blayac 92e              | 3e    | 7 273     |
| 21 mars          | 29  | Chamois niortais  | Ext. | 2 - 1    | Socrier 53e                           | 4e    | 7 058     |
| 28 mars          | 30  | FC Metz           | Dom. | 2 - 2    | Ben Othman 20e, Gamboa 80e            | 3e    | 10 014    |
| 4 avril          | 31  | AC Arles-Avignon  | Ext. | 3 - 0    | -                                     | 4e    | 1 974     |
| 11 avril         | 32  | Havre AC          | Dom. | 1 - 0    | Ayari 60e                             | 6e    | 9 252     |
| 18 avril         | 33  | Clermont Foot     | Ext. | 1 - 1    | Yattara 45e                           | 6e    | 5 094     |
| 25 avril         | 34  | SM Caen           | Dom. | 1 - 2    | Pessalli 91e                          | 6e    | 12 487    |
| 2 mai            | 35  | RC Lens           | Ext. | 0 - 0    | -                                     | 6e    | 40 266    |
| 6 mai            | 36  | Nîmes Olympique   | Dom. | 2 - 3    | Frikeche 22e, Blayac 75e              | 7e    | 7 730     |
| 9 mai            | 37  | AS Nancy-Lorraine | Ext. | 3 - 1    | Angoula 58e                           | 9e    | 17 215    |
| 16 mai           | 38  | FC Istres         | Dom. | 1 - 0    | Yattara 49e                           | 9e    | 5 916     |

### Coupe de France
| Date        | Tour             | Adversaire               | Lieu | Résultat     | Buteurs pour le SCO                               | Affluence |
| 16 novembre | 7e tour          | US Mouilleronnaise (DHR) | Ext. | 1 - 5        | Gamboa 3e 12e 69e, Socrier 56e, Blayac 70e        |           |
| 7 décembre  | 8e tour          | Villenave (CFA)          | Ext. | 4 - 4 tab3-4 | Konaté 22e, Yattara 74e, Ayari 77e, Pessalli 104e |           |
| 4 janvier   | 32e de finale    | FC Chambly Thelle (CFA)  | Ext. | 1 - 1 tab5-6 | Blayac 32e                                        |           |
| 21 janvier  | 16e de finale    | FC Sochaux (L1)          | Dom. | 1 - 0        | Konaté 70e                                        | 7 000     |
| 11 février  | 8e de finale     | CA Bastia (L2)           | Dom. | 4 - 2        | Ayari 57e, Diers 105e, Yattara 113e, Blayac 117e  | 6 401     |
| 25 mars     | Quarts de finale | AS Moulins (CFA)         | Ext. | 0 - 0 tab2-4 | -                                                 | 11 950    |
| 15 avril    | Demi-finale      | Stade rennais (L1)       | Ext. | 3 - 2        | Yattara 3e 88e                                    | 28 857    |

### Coupe de la Ligue
| Date   | Tour     | Adversaire   | Lieu | Résultat | Buteurs pour le SCO | Affluence |
| 7 août | 1er tour | RC Lens (L2) | Dom. | 1 - 2    | Ayari 66e           |           |

### Statistiques
- Premier but de la saison : Ludovic Gamboa, 17e minute, lors de la 1re Ligue 2, face au FC Istres le 2 août 2013
- Premier penalty : Khaled Ayari, 72e minute, lors de la 3e journée de Ligue 2, face au Dijon FCO le 16 août 2013
- Premier doublé : Khaled Ayari, 22e et 48e minute, lors de la 1re journée de Ligue 2 face au FC Istres le 2 août 2013
- Premier triplé : Mohamed Yattara, 5e, 29e et 55e minute, lors de la 8e journée de Ligue 2 face a l'ESTAC Troyes le 24 septembre 2013
- But le plus rapide d'une rencontre : Ludovic Gamboa, 3e minute, lors du 7e tour de la Coupe de France face à l'US Mouilleronnaise le 16 novembre 2013 et  Mohamed Yattara, 3e minute, lors de la demi-finale de la Coupe de France face au Stade rennais le 15 avril 2014
- But le plus tardif d'une rencontre : Jérémy Blayac, 117e, lors des huitièmes de finale de la Coupe de France face au CA Bastia le 11 février 2014
- Plus grande nombre de buts marqué contre l’adversaire : 5,  lors du 7e tour de la Coupe de France face à l'US Mouilleronnaise le 16 novembre 2013
- Plus grande nombre de buts marqué par l’adversaire : 4, lors de la 6e journée de Ligue 2 face au Stade lavallois le 13 septembre 2013 et lors du 8e tour de la Coupe de France face à Villenave le 7 décembre 2013
- Plus grand nombre de buts marqués dans une rencontre : 8, lors du 8e tour de la Coupe de France face à Villenave le 7 décembre 2013
- Plus bon classements de la saison en Ligue 2 : 1er
- Moins bon classements de la saison en Ligue 2 : 9e

### Buteurs
| Joueur                | Total | Ligue 2 | Coupe de France | Coupe de la Ligue |
| --------------------- | ----- | ------- | --------------- | ----------------- |
| Mohamed Yattara       | 15    | 11      | 4               | 0                 |
| Khaled Ayari          | 12    | 9       | 2               | 1                 |
| Jérémy Blayac         | 9     | 6       | 3               | 0                 |
| Ludovic Gamboa        | 6     | 3       | 3               | 0                 |
| Richard Socrier       | 5     | 4       | 1               | 0                 |
| Rayan Frikeche        | 3     | 3       | 0               | 0                 |
| Romain Thomas         | 3     | 3       | 0               | 0                 |
| Charles Diers         | 2     | 1       | 1               | 0                 |
| Pessalli              | 2     | 1       | 1               | 0                 |
| Djibril Konaté        | 2     | 0       | 2               | 0                 |
| Yohan Eudeline        | 1     | 1       | 0               | 0                 |
| Mohamed Ben Othman    | 1     | 1       | 0               | 0                 |
| Jérémy Henin          | 1     | 1       | 0               | 0                 |
| Gaël Angoula          | 1     | 1       | 0               | 0                 |
| Wilfried Moimbé (csc) | 1     | 1       | 0               | 0                 |
| Total                 | 64    | 46      | 17              | 1                 |

### Récompenses individuelles
- Trophées UNFP :
  - Nommé pour meilleur gardien de l'année en Ligue 2 : Grégory Malicki
  - Nommé pour meilleur entraineur de l'année en Ligue 2 : Stéphane Moulin
- Joueurs du mois :
  - Meilleur joueur du mois de septembre en Ligue 2 : Mohamed Yattara
  - Meilleur joueur du mois de janvier en Ligue 2 : Grégory Malicki